# Amazonepeira callaria
Amazonepeira callaria là một loài nhện trong họ Araneidae.
Loài này thuộc chi Amazonepeira. Amazonepeira callaria được Herbert Walter Levi miêu tả năm 1991.